# Portalegre
Portalegre – miejscowość w Portugalii, leżąca w dystrykcie Portalegre, w regionie Alentejo w podregionie Alto Alentejo.

## Krótki opis
Miasto jest położone na przedgórzu Serra de São Mamede i cechuje się znacznymi spadkami terenu. Miejscowość jest siedzibą gminy o tej samej nazwie.

## Demografia
| Liczba ludności gminy Portalegre (1801–2011) | Liczba ludności gminy Portalegre (1801–2011) | Liczba ludności gminy Portalegre (1801–2011) | Liczba ludności gminy Portalegre (1801–2011) | Liczba ludności gminy Portalegre (1801–2011) | Liczba ludności gminy Portalegre (1801–2011) | Liczba ludności gminy Portalegre (1801–2011) | Liczba ludności gminy Portalegre (1801–2011) | Liczba ludności gminy Portalegre (1801–2011) | Liczba ludności gminy Portalegre (1801–2011) |
| -------------------------------------------- | -------------------------------------------- | -------------------------------------------- | -------------------------------------------- | -------------------------------------------- | -------------------------------------------- | -------------------------------------------- | -------------------------------------------- | -------------------------------------------- | -------------------------------------------- |
| 1801                                         | 1849                                         | 1900                                         | 1930                                         | 1960                                         | 1981                                         | 1991                                         | 2001                                         | 2004                                         | 2011                                         |
| 9 852                                        | 9 877                                        | 18 711                                       | 23 922                                       | 28 384                                       | 27 313                                       | 26 111                                       | 25 980                                       | 24 756                                       | 24 930                                       |

## Sołectwa
Sołectwa gminy Portalegre (ludność wg stanu na 2011 r.)
- Alagoa - 669 osób
- Alegrete - 1746 osób
- Carreiras - 583 osoby
- Fortios - 2018 osób
- Reguengo - 630 osób
- Ribeira de Nisa - 1366 osób
- São Julião - 342 osoby
- São Lourenço - 4987 osób
- Sé - 10 655 osób
- Urra - 1934 osoby

## Historia

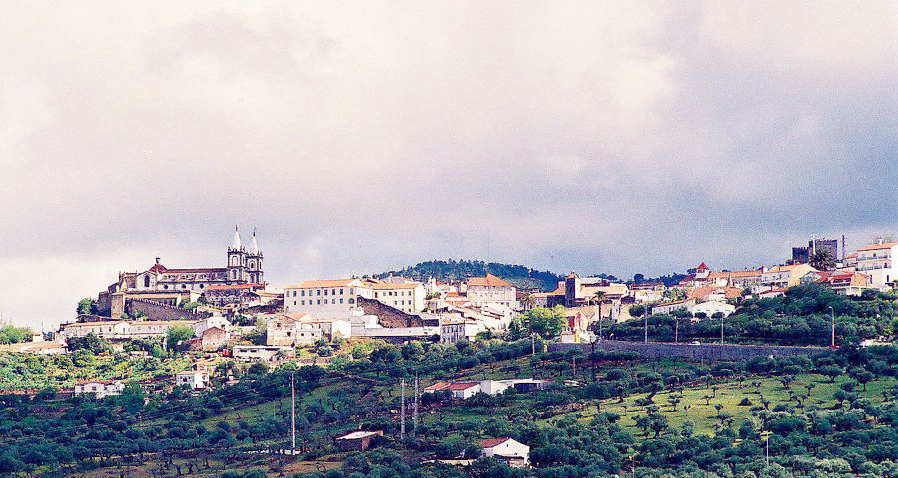
Widok Portalegre (po lewej stronie katedra)

Portalegre zostało założone przez króla Alfonsa III w 1259 r. Zostało podarowane jego nieślubnemu synowi Afonso Sanchezowi. 23 maja 1550 król Jan III Aviz nadał miejscowości prawa miejskie. W tym czasie stało się ważnym centrum administracyjnym i ekonomicznym. W XVIII w. dzięki działaniom markiza de Pombal powstała tu pierwsza manufaktura. Z powodu bliskości granicy z Hiszpanią było wielokrotnie celem ataku nieprzyjacielskich wojsk. W 1704, podczas wojny o sukcesję hiszpańską zostało zdobyte przez wojska Filipa V. W 1801, podczas wojen napoleońskich zostało zajęte przez armię hiszpańską, wspomaganą przez Francuzów. W 1847 było okupowane przez wojska hiszpańskiego generała Manuela Gutiérreza de la Concha.

## Zabytki i muzea
- zamek
- katedra
- rynek
- ratusz z XVIII w.
- muzeum miejskie (Museu Municipal de Portalegre)
- muzeum Casa Museu José Régio
- muzeum Museu da Tapeçaria de Portalegre Guy Fino
- muzeum Museu da Cortiça
- muzeum Núcleo Museológico do Castelo
- 2 bramy miejskie (z 7 dawniej istniejących)
- kościoły i dawne klasztory

## Miasta partnerskie
- Cáceres, Hiszpania
- Olivenza, Hiszpania
- Porto Alegre, Brazylia
- Sala, Maroko
- São Vicente, Republika Zielonego Przylądka
- Vila do Conde, Portugalia